# Lodowiec turkiestański
Lodowiec turkiestański, lodowiec typu turkiestańskiego – rodzaj lodowca górskiego, którego zasilanie oparte jest głównie na lawinach schodzących z rozległych ścian skalnych powyżej lodowca. Dlatego w przeciwieństwie do lodowców typu alpejskiego ich powierzchnia obszaru ablacji (jęzor lodowcowy) jest większa od powierzchni akumulacji (głównie stożki akumulacji lawin pod ścianami skalnymi). Występują one głównie w wysokich górach Centralnej Azji: Tienszan, Pamir, Hindukusz, Karakorum, Himalaje.